# モハーヴェ砂漠

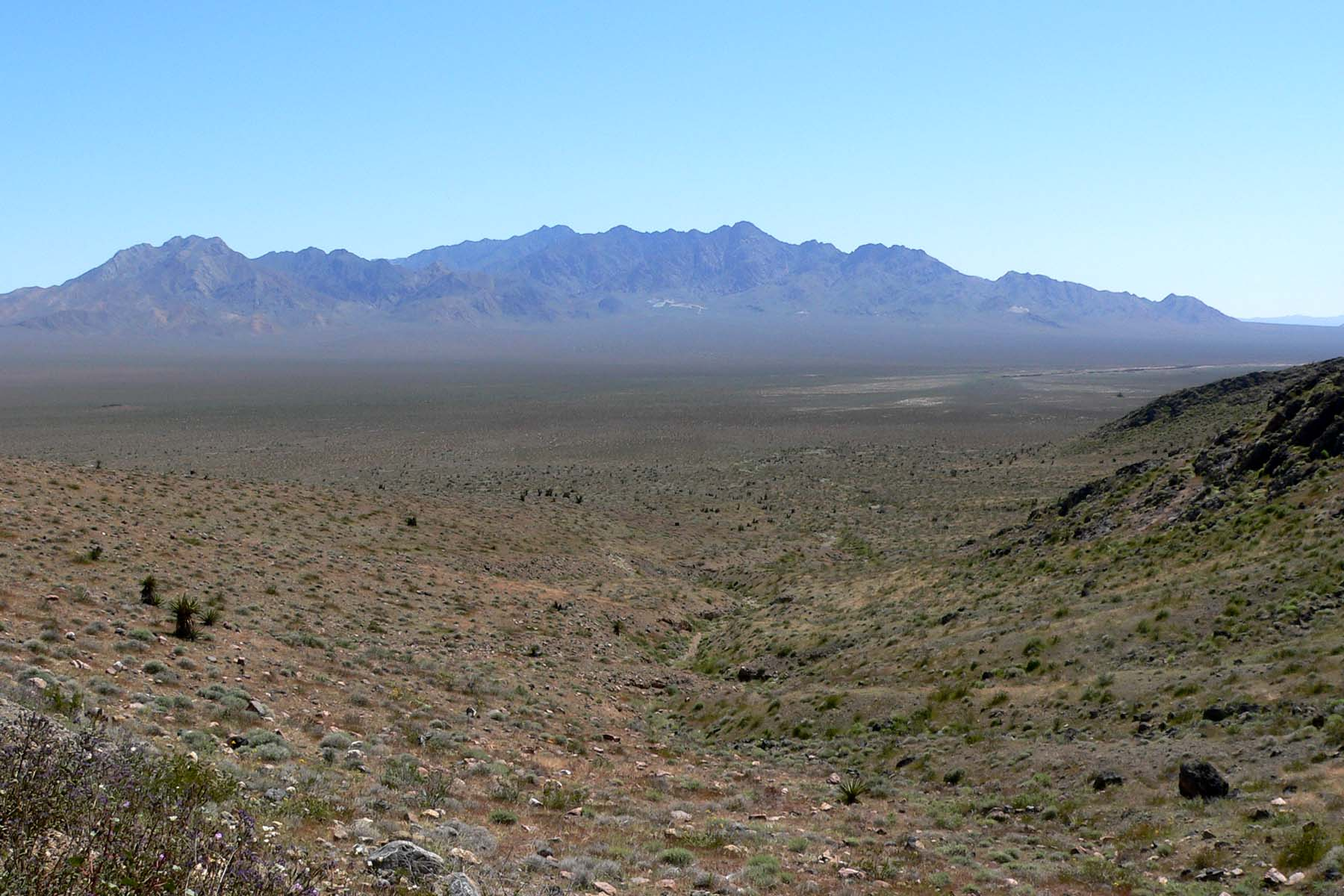
モハーヴェ砂漠 カリフォルニア州エミグラントパス山の南東に広がる領域

モハーヴェ砂漠（モハーヴェさばく、Mojave Desert）は、アメリカ南西部のカリフォルニア州、ユタ州、ネバダ州、アリゾナ州にまたがる砂漠。

## 概要
面積は65,000 km2 以上。
テハチャピ山脈、サンガブリエル山脈、サンバーナディーノ山脈が西と南の境界になっている。
標高は1,000から2,000 m程度で年間降水量は150 mm以下である。
乾燥した場所にもかかわらず、地下水とカリフォルニア用水（en:California Aqueduct）による灌漑でアルファルファが栽培されている。夏は40℃を超える高温となるが、冬は寒く雪が降る場所もある。
モハーヴェ砂漠はデスヴァレーを含んでいる。1984年、モハーヴェ砂漠とコロラド砂漠一帯のデスヴァレー国立公園、ジョシュア・ツリー国立公園、サンタロサ山脈野生生物保護区、アンザ・ボレゴ砂漠州立公園はユネスコの生物圏保護区に指定された。
かつてモハーヴェ砂漠には多くの鉱山町があったが、現在その大半はゴーストタウン化している。また「旅客機の墓場」の異名を持つモハーヴェ空港があることでも知られている。ここでは航空会社が手放した旅客機を整備保存しているが、買い手が見つからず解体される機体も少なくない。
第二次世界大戦中、多くの日系人が収容されていた強制収容所の1つであるマンザナール収容所も、この砂漠地帯の中にあった。
干上がった川底を道だと思い込んでドライブを楽しむ人々もいるが、砂地が少なく岩盤が剥き出しのこの砂漠で雨が降れば雨水は地面に吸収されずに水かさが増加して川に集中、10km以上離れた場所の集中豪雨が原因で鉄砲水と化すことも少なくない。

## 主要都市
モハーヴェ砂漠にある都市は、ヴィクターヴィル、バーストウ、パームデール、リッジクレスト、ニードルズ、ラスベガスなど。

## メディアの中で
映画『バグダッド・カフェ』の舞台としても知られる。映画『世界侵略: ロサンゼルス決戦』の終盤で臨時作戦基地として登場した。またベセスダ・ソフトワークスのゲームソフト『Fallout: New Vegas』の舞台でもある。

## その他
Appleが開発・販売しているMacintoshのOS、macOSの2018年バージョンであるmacOS Mojaveの名前の由来にもなっており、標準の壁紙もモハーヴェ砂漠となっていた。

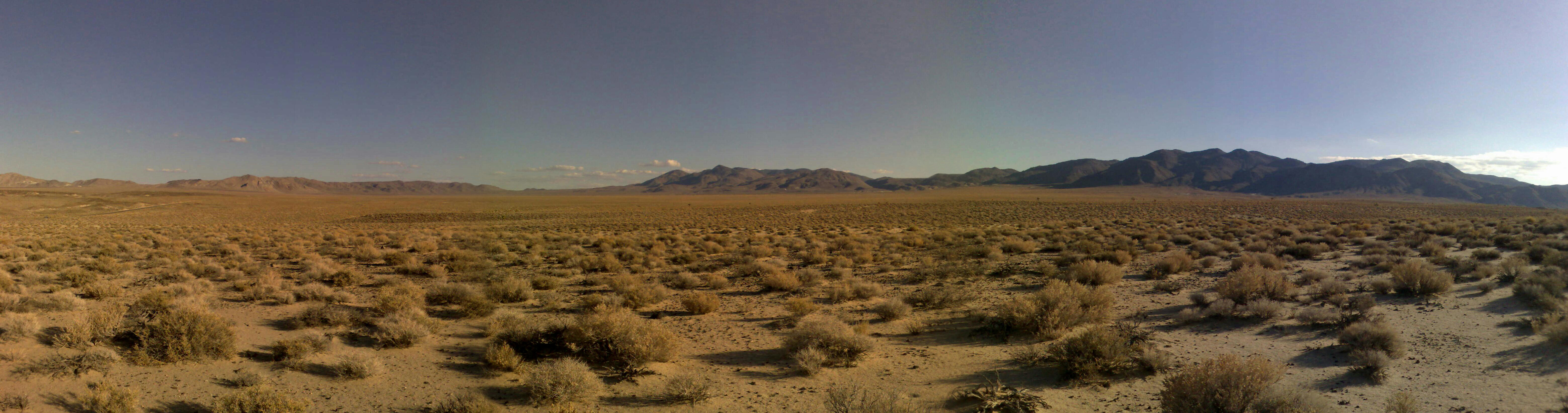
ハイウェイ95号線の南